# Liechtenstein en los Juegos Paralímpicos de Barcelona 1992
Liechtenstein estuvo representado en los Juegos Paralímpicos de Barcelona 1992 por tres deportistas masculinos. El equipo paralímpico liechtensteiniano no obtuvo ninguna medalla en estos Juegos.